# A Simple Twist of Fate
A Simple Twist of Fate (bra: Uma Virada do Destino) é um filme estadunidense de comédia dramática de 1994, dirigido por Gillies MacKinnon. O roteiro de Steve Martin é vagamente baseado no romance Silas Marner, de George Eliot.
Martin estrela, junto com Gabriel Byrne, Laura Linney, Catherine O'Hara e Stephen Baldwin.

## Sinopse
Quando o professor de música do ensino médio Michael McCann descobre que sua esposa está grávida de seu melhor amigo, ele se divorcia e se retira para uma vida de solidão como fabricante de móveis finamente trabalhados na zona rural da Virgínia. Cinco anos depois, seu único companheiro é uma valiosa coleção de moedas de ouro. Tanny Newland, o irmão mais novo desagradável do político John Newland, bate o carro de seu irmão na floresta ao redor da casa de Michael, ferindo seriamente a mulher com quem ele está. Com medo de ser preso por dirigir bêbado, Tanny rouba as moedas de Michael enquanto ele dorme, sai noite adentro e nunca mais é visto.
Semanas depois, durante uma tempestade de inverno, Michael fica surpreso ao descobrir que uma criança entrou em sua casa enquanto ele estava coletando madeira. A uma curta distância, ele descobre o corpo de sua mãe, uma viciada em heroína cujo carro ficou sem gasolina nas proximidades. Sem que ele soubesse, a criança é a filha ilegítima de John Newland, que participa da investigação, mas mantém seu relacionamento com a criança em segredo para proteger sua carreira.
Michael tem permissão para adotar a criança e a batiza de Mathilda. Ela prova ser um pouco complicada em seus primeiros anos, mas com a ajuda da amiga e lojista local April Simon, Michael consegue criá-la para ser uma jovem brilhante, gentil e precoce, e o homem solitário e azedo transformado por sua presença. Enquanto John Newland vê sua filha crescer, ele começa a convidá-la para se juntar a ele e à esposa Nancy em sua casa. John organiza para que ela aprenda a andar a cavalo, eventualmente, dando-lhe um dos seus.
Devido aos dois abortos de Nancy e ao profundo desejo do casal de ter um filho, Nancy insiste na adoção. John finalmente revela a verdadeira identidade de Mathilda e seu desejo de adotá-la adequadamente. Nancy o encoraja a obter a custódia da garota, e segue-se um julgamento.
Embora o advogado tente manipular o tribunal e Mathilda para ver que Newlands são os melhores pais, Mathilda ainda se recusa e honestamente prefere Michael. O juiz está inclinado a ficar do lado de Newlands, dada sua riqueza e capacidade de fornecer a Mathilda as vantagens que ela nunca teria com Michael. Em seguida, os restos de Tanny Newland - cercados pelas moedas de ouro que ele roubou de Michael - são encontrados no fundo da pedreira que seu irmão estava drenando para criar um lago cercado por imóveis que ele planejava vender.
O repentino retorno de Michael à riqueza - e a constatação do juiz de que Tanny provavelmente foi morto por seu irmão - o convence de que Mathilda deveria ficar com Michael. O filme termina com Michael levando Mathilda para visitar o túmulo de sua falecida mãe, em um cemitério remoto.

## Elenco
- Steve Martin como Michael McCann
- Alana Austin como Mathilda McCann (12 anos)
- Gabriel Byrne como John Newland
- Laura Linney como Nancy Newland
- Catherine O'Hara como April Simon
- Stephen Baldwin como Tanny Newland
- Anne Heche como companheira de Tanny Newland
- Michael Des Barres como Bryce

## Bilheteria
O filme estreou em 319 telas no fim de semana do Dia do Trabalho e ganhou US$1,404,904 por um período de quatro dias, ficando em 19º lugar entre todos os lançamentos. Eventualmente, arrecadou US$3,430,583 nas bilheterias domésticas. 

## Prêmios e indicações
Alana Austin foi indicada ao Young Artist Award de Melhor Performance por uma jovem atriz estrelando um filme por seu papel de Mathilda, de 12 anos. Sua irmã mais nova, Alyssa, foi indicada para Melhor Performance por uma Atriz Menor de 10 anos em um Filme por seu retrato da personagem aos cinco anos de idade.